# Gåshaga brygga
Gåshaga brygga är den östra ändstationen på Lidingöbanan , belägen längst österut i kommundelen Gåshaga i Lidingö kommun. 

## Historik

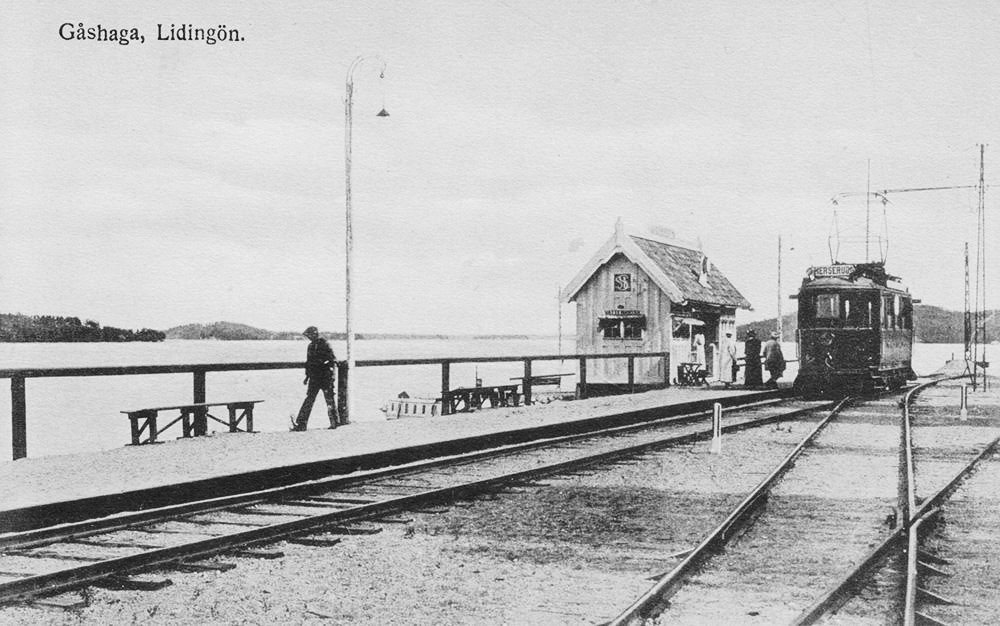
Gåshaga Nedre 1916.

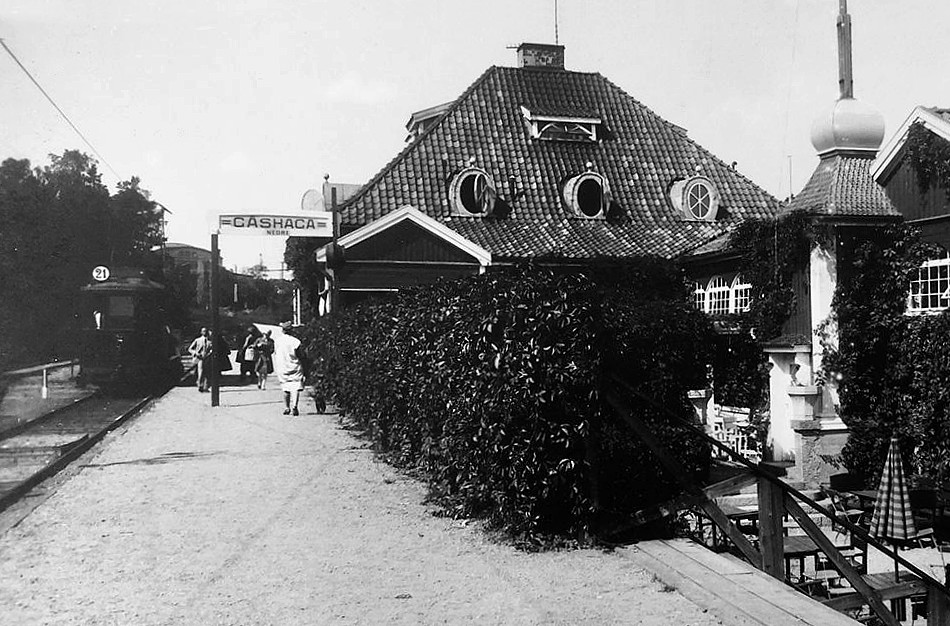
Gåshaga Nedre 1930-tal.

Nuvarande hållplats öppnades när banan förlängdes från den tidigare ändhållplatsen år 2001, då området exploaterades för ny bostadsbebyggelse. Samtidigt tillkom en ny brygga för sjötrafik som Waxholmsbolaget började angöra från och med den 19 juni 2001.
Redan tidigare fanns här en hållplats, kallad ”Gåshaga Nedre” som tillkom på sommaren 1916 när Södra Lidingöbanan förlängdes från Brevik. I anslutning till stationen (beteckningen hållplats till kom först senare) anlades ett populärt strandbad kallad Gåshagabaden.
År 1918 invigdes det stora Gåshaga Sportrestaurang. Under en tid fanns här nattklubb, roulette och casino. När sista kvällståget gick från Gåshaga Nedre mot Stockholm fanns många glada och förfriskade människor ombord och avgången brukade i folkmun kallas ”fylletåget”. Gåshaga Sportrestaurang brann ner i november 1982.
Ända fram till 1946 vände Lidingöbanans tåg utanför värdshuset. Därefter hette östra slutstationen Gåshaga Övre. belägen vid korsningen Södra Kungsvägen och nuvarande Värdshusvägen. År 2001 förlängdes banan åter mot öster till dagens Gåshaga Brygga. Samtidigt invigdes en ny restaurang med hotell vid hållplatsen kallad Pier 16.

### Stationshuset
Vid Gåshaga Nedre fanns också en av Lidingöbanans typiska väntkiosker. Den flyttades 1918 till Gåshaga Övre när Sportrestaurangen byggdes. År 1951 byggdes kiosken om och till (med utsvängt takfall mot perrongen) och innehöll då ett väderskyddat väntrum och ett försäljningsställe för Pressbyrån vilket fanns kvar till slutet av 1970-talet. Under några år tjänstgjorde den som väntkur för hållplatsen Gåshaga fram till 2015. Efter banans stora renoveringsarbeten 2013–2015 flyttades stationshuset tillbaka till ändstationen vid bryggan. Enligt en kulturhistorisk byggnadsinventering från 2011 klassas Gåshagas väntkur som kategori 2 vilket innebär ”kulturhistoriskt värdefull byggnad”.

## Bilder

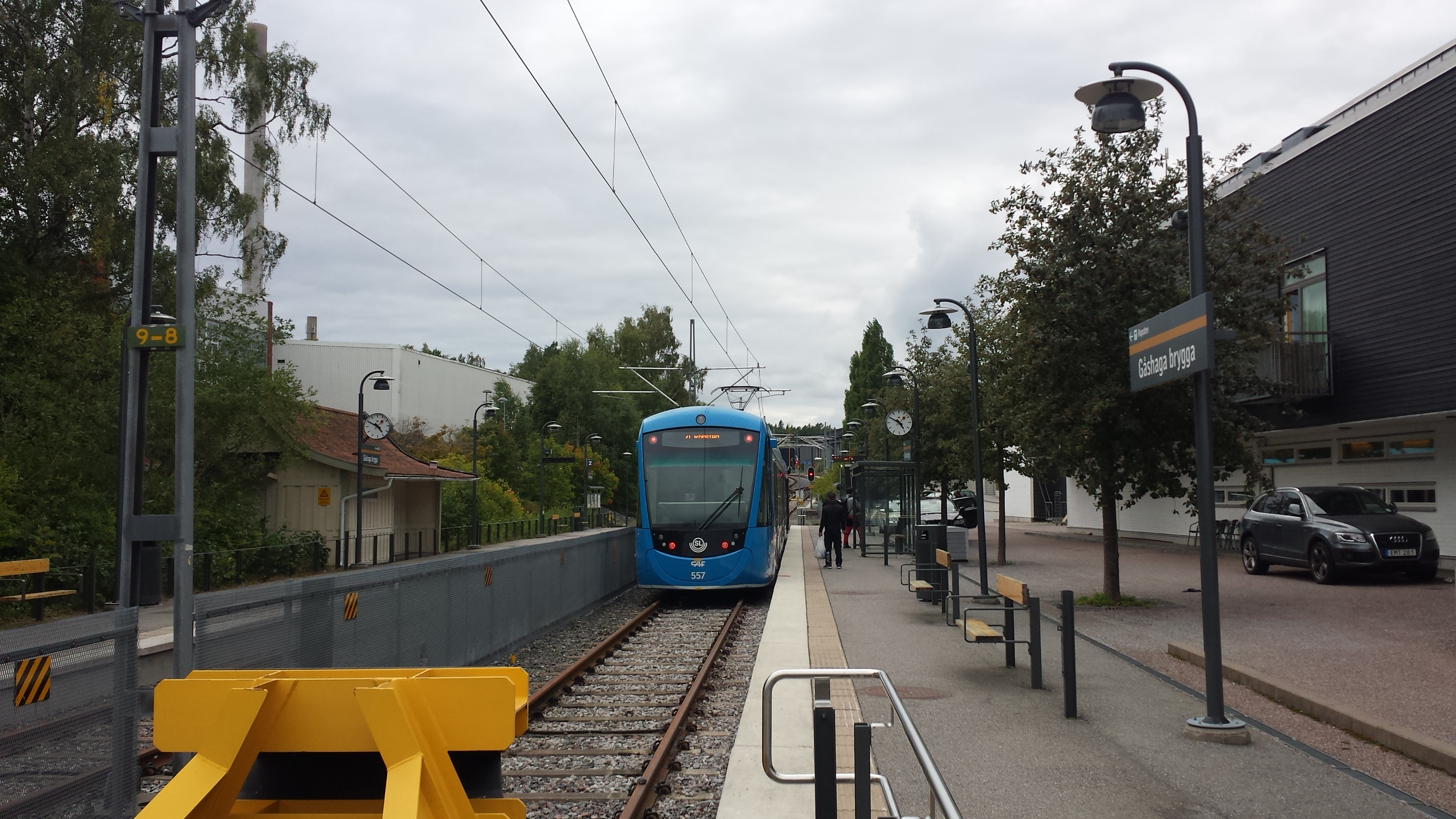
Gåshaga Brygga, hållplats.
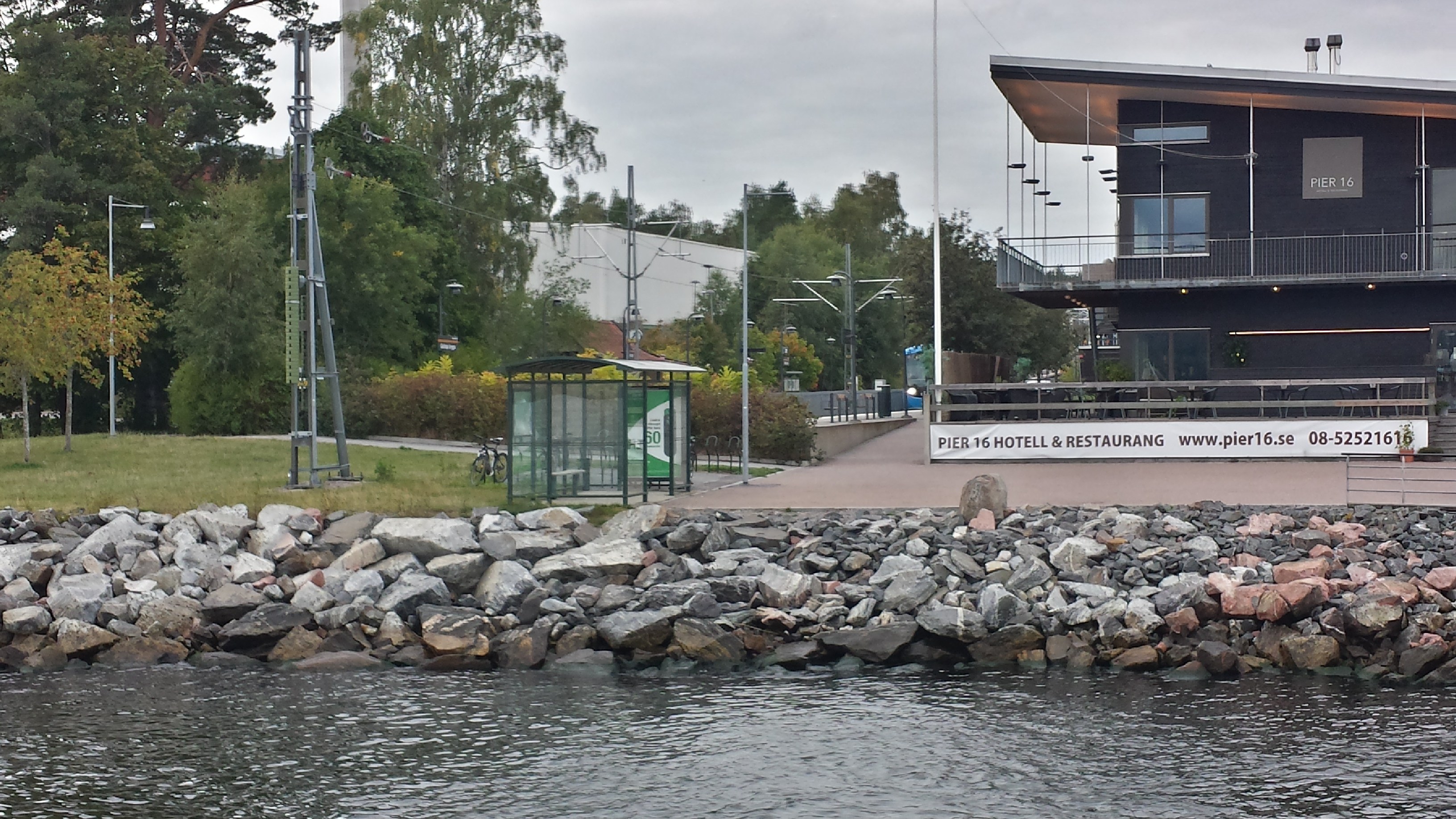
Hållplatsen och "Pier 16".
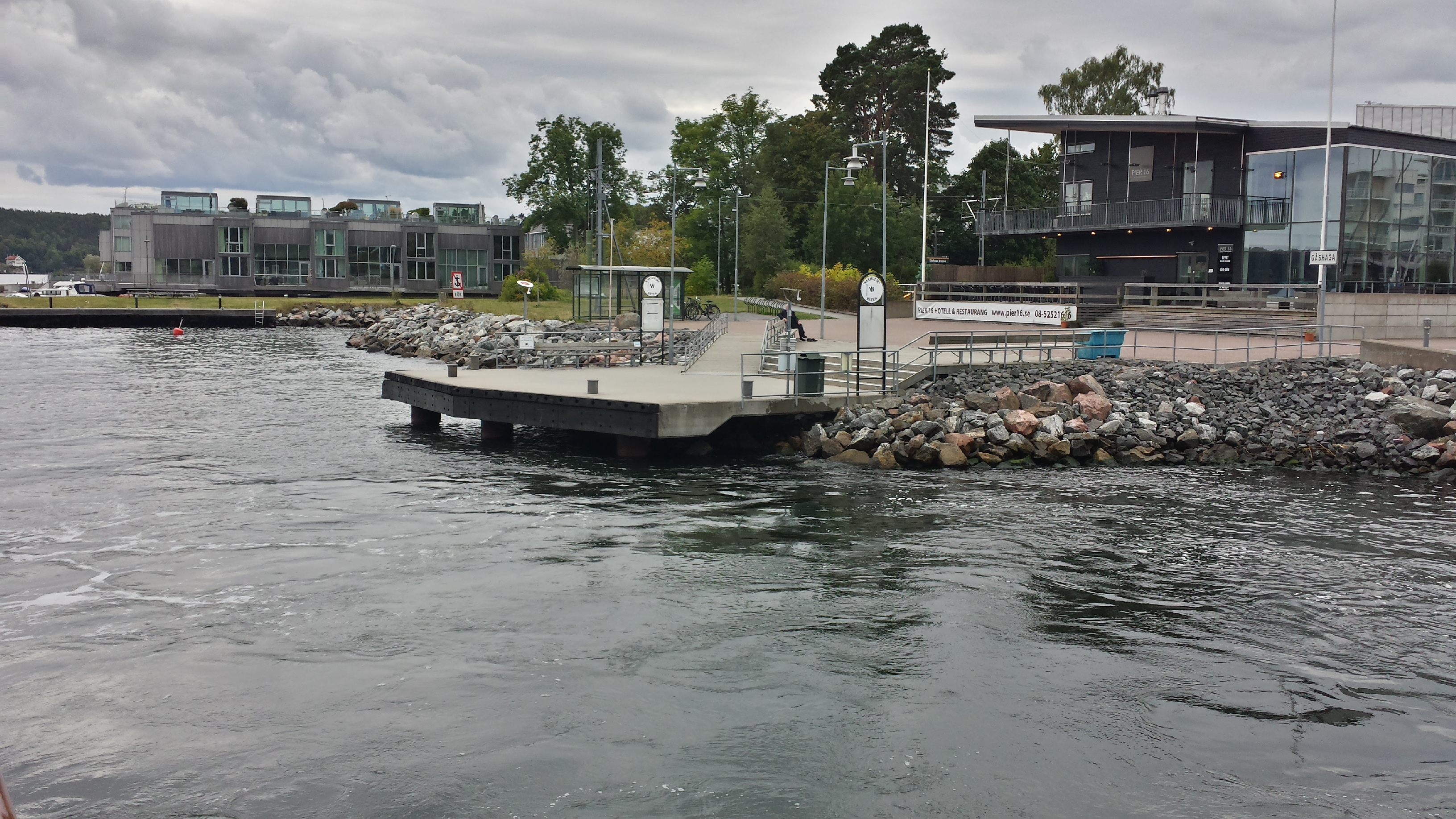
Waxholmsbolagets brygga.